# 日本の名随筆
『日本の名随筆』（にほんのめいずいひつ）は作品社から出版・刊行された、明治以降の各界著名人による随筆を巻ごとに異なるテーマで編集した随筆集のシリーズ。

## 概要
各巻ごとにそのテーマ（個々のタイトルとなっている）にふさわしい編者が選定され、それぞれ30-40編程度の随筆・エッセーが収録されたアンソロジーとなっている。編者自身の作品も収録され、編者は「あとがき」も執筆。執筆者数延べ2,000余名、総作品数7,000余編に上る。
「本巻」100巻（一文字シリーズ：『花』『鳥』『猫』……『命』）および「別巻」100巻（二文字シリーズ：『囲碁』『相撲』『珈琲』……『聖書』） からなり、昭和57年10月より毎月欠かさず1巻ずつ、200か月（16年8か月）をかけて、平成11年6月に全200巻の刊行を完結させた。完結記念として『作家別収録作品総索引』『随筆名言集』も刊行されている。1999（平成11）年、第53回毎日出版文化賞（企画部門）を受賞した。
目次前の巻頭には、その巻に関連したイラストレーションや絵画作品あるいは写真などがカラー印刷で口絵として飾られ、またテーマに沿った詩の一篇が置かれる場合もある。巻末には収録された各随筆の作者プロフィール・出典が記録されている。なお、全巻の装丁を菊地信義が担当している。B6変形版にて各巻おおよそ250頁。価格は本巻1200円、別巻1600円（税込み）であったが、現在は本体価格1800円となっている。